# Kemsiiürt
Kemsiiürt (en rus: Кемсиюрт) és un poble de la república del Daguestan, a Rússia. Segons el cens del 2010 tenia 570 habitants.